# 岡本健太郎
岡本健太郎（日语：／ Okamoto Kentarō），日本漫畫家。男性。出身於岡山縣。

## 來歷、人物
岡本健太郎出生並成長於「岡山縣超級農村」。在一般公司工作後，他成為漫畫家。曾在《週刊Young Magazine》（講談社）、《近代麻雀GOLD》（竹書房）等連載。雖然他住在東京，但他於2009年回到岡山，獲得了獵槍和狩獵執照，並開始做兼職獵人。其代表作之一《山賊日記 真實的獵師奮鬥記》是他過去記憶和記錄的集合。在《你遭難了嗎？》中，他參與了原作和原案，描繪了無人居住環境中的實用生存技巧和陷阱等狩獵技巧。

## 作品列表
- 愛斜堂（《週刊Young Magazine》）
- 薄馬鹿下郎（《近代麻雀GOLD（日语：近代麻雀）》）
- 好笑小羊（《週刊Young Magazine》）
- 山賊日記 真實的獵師奮鬥記（日语：山賊ダイアリー リアル猟師奮闘記）（《Evening》，2011年—2016年）
- 山賊日記SS（《Evening》，2017年—休載中）
- 你遭難了嗎？[2]（《週刊Young Magazine》，2017年—2022年）—擔任原作。作畫：。
- （《週刊Young Magazine》2022年23號[3]（短篇）、《Yanmaga Web》2022年8月12日[4]—連載中）—擔任原作。作畫：。

## 外部連結
- （日語）—岡本健太郎的官方個人部落格。
- 岡本健太郎的X（前Twitter） （日語）